# Cladius brullei
Cladius brullei  (лат.) - вид настоящих пилильщиков в составе подсемейства Nematinae. Видовое название было давно в честь французского энтомолога - Гаспара Брюлле. Относится к подроду Priophorus.

## Описание
Пилильщик с длиной тела 4,5-7 мм. Тело в целом чёрного цвета, конечности светлые с чёрными бёдрами. Внешне напоминает на Cladius compressicornis. Голова кажется более матовой из-за наличия волосков. Крылья затемнённые, брюшко чёрное, обычно с коричневым пятном посередине первого сегмента со спинной стороны. Срединная лицевая ямка, расположенная между усиками, отделена от лобной впадины, расположенной ниже, покатым гребнем.
Личинка Cladius brullei в молодом возрасте имеет светло-зеленоватую окраску, спинная часть тёмная, голова чёрная. Перед линькой личинка перестаёт питаться, в результате приобретая светлую окраску из-за опустошения пищеварительной тракта. Личинка старшего возраста приобретает красноватую или желтоватую окраску головы, с отметиной на вершине и поперечной полосой, проходящей через глаза. Спинная часть покрыта волосками.
Более явные различия между C. brullei и C. compressicornis заметны на стадии личинки. Личинка C. compressicornis в молодом возрасте светло-зеленоватая. Более старшие особи имеют желтоватую или красноватую голову, на вершине имеется отметина, вместо поперечной полосы - на месте глаз имеется по одному тёмному пятну. Тело светло-зелёное, с возрастом спинная часть становится темнее. Помимо этого, личинка С. compressicornis кажется более многоядной, питаясь листьями более широкого спектра розоцветных.

## Биология
Как и у многих других пилильщиков, имаго Cladius brullei питается нектаром и пыльцой цветковых растений. Лёт - с мая по сентябрь, генерация - двойная. В периоды с продолжительной жаркой погодой число генераций в год может быть больше. Личинка является олигофагом, питающаяся листьями некоторых розоцветных, таких как малина (Rubus sp.), рябина обыкновенная (Sorbus aucuparia), черешня (Prunus avium), боярышник (Crataegus sp.). Чаще всего личинок C. brullei можно обнаружить одиночно или в группах на листья малины обыкновенной (Rubus idaeus), отсюда обыденное английское название вида - raspberry sawfly (рус. малинный пилильщик).Чаще всего личинка в молодом возрасте начинает питаться листом с середине, у жилки, образуя сквозные отверстия. Во время питания жилки первого и второго порядку обычно остаются нетронутыми. Лист может объедаться полностью с оставлением жилок.
Окукливание в почве.
Паразитом Cladius brullei выступает наездник из подсемейства Ctenopelmatinae - Campodorus difformis. Наездники из данного подсемейства специализируются на пилильщиках из семейства Nematinae.

## Распространение
Cladius brullei обитает преимущественно в Северном полушарии на территории Европы (в том числе в Великобритании) и Северной Америки.
23 июля 1968 году 3 особи C. brullei (тогда известный как Priophorus morio), собранные C. J. Davis в Олбани (Калифорния), были выпущены около транспортного пути Wright Road (Гонолулу, Гавайи) в качестве агента биологического контроля за несколькими распространившимися видами рода Rubus, возможно, R. penetrans, R. lucidus, R. fruticosus  и некоторыми другими видами (условно названы ежевикой). Скорее всего, интродукция прошла успешно.
В 1936 году Cladius brullei был случайно завезён в Новую Зеландию, в 1959 году - в Австралию, где ныне существуют устойчивые популяции, являющиеся серьёзным инвазивным вредителем культур малины. В 2002 году вид также был занесён в Чили, в 2007 году - в Аргентину, в настоящее время статус здешних популяций неизвестен.